# Myochamoidea
Super-famille
Les Myochamoidea sont une super-famille de mollusques bivalves.

## Liste des familles
Selon World Register of Marine Species (1 avril 2016) :
- famille Cleidothaeridae Hedley, 1918 (1870)
- famille Myochamidae Carpenter, 1861